# Urwisko Batorowskie
Urwisko Batorowskie (ok. 700 m n.p.m.)  –  krawędź skalna z piaskowca  w Sudetach Środkowych w Górach Stołowych.

## Położenie
Urwisko położone jest na terenie Parku Narodowego Gór Stołowych na północny wschód od Łężyc, na południowej krawędzi środkowego piętra Gór Stołowych. Ciągnie się na długości około 4 km od okolic Skał Puchacza na zachodzie po Hanulę na wschodzie.

Urwisko Batorowskie jest fragmentem południowej krawędzi (urwiska) wierzchowiny niższego stopnia Gór Stołowych opadającej w kierunku Łężyc, okazałym murem skalnym złożonym z filarów, baszt i słupów. Niektóre ze skałek mają własne nazwy i stanowią cel wspinaczek. Krawędź ogranicza od południa środkowe piętro Gór Stołowych. Zachodnia część ma charakter wyraźnego załomu bez skalnych wychodni, część wschodnia jest bardziej skalista, a niektóre jej fragmenty podcinają pionowe ściany.

## Turystyka
Przez wierzchowinę Urwiska Batorowskiego prowadzi szlak turystyczny:
- zielony z Karłowa wzdłuż Urwiska Batorowskiego do Batorowa i dalej do Karłowa[1].